# Jonas Hoffmann (Politiker)

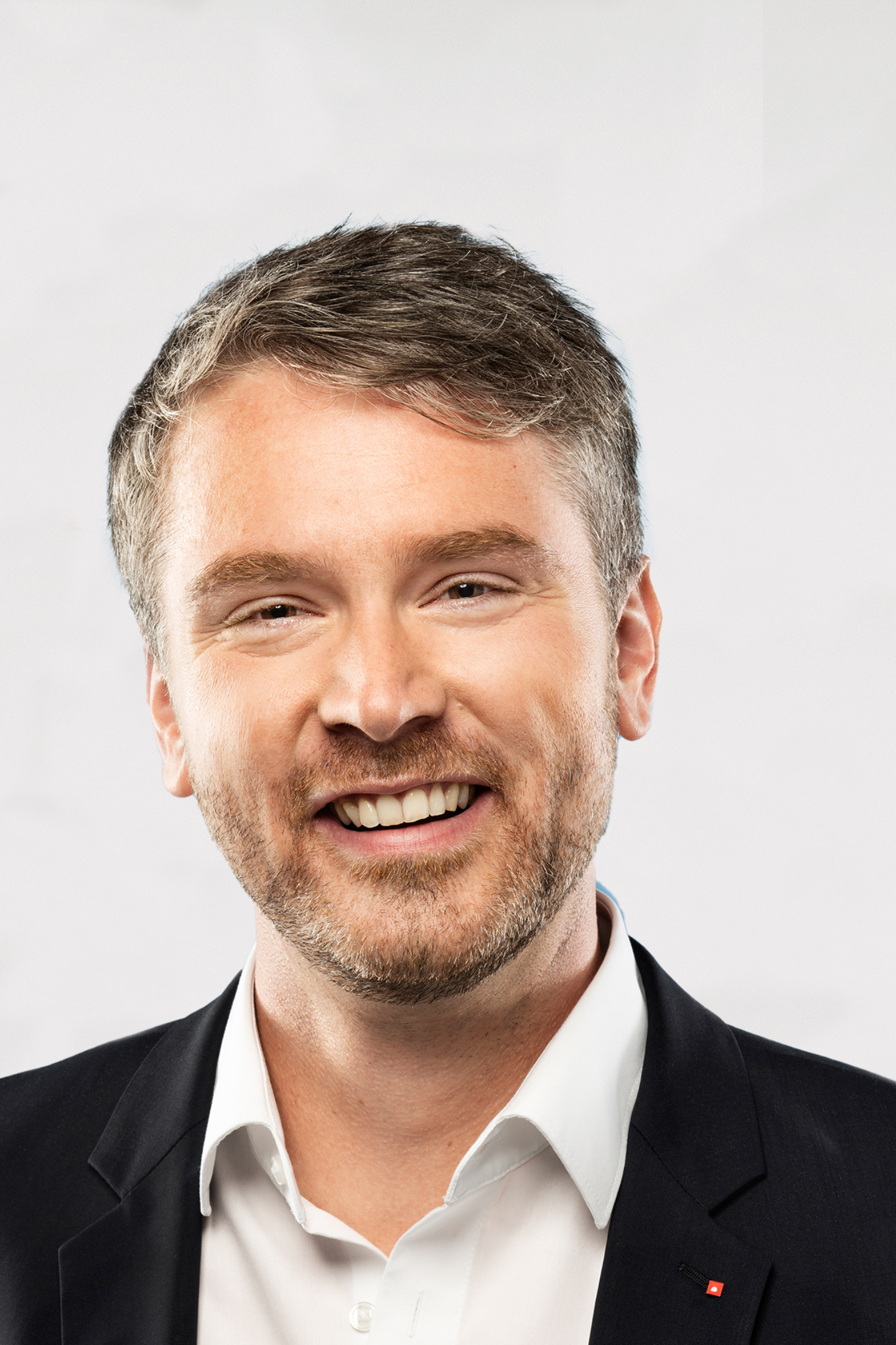
Jonas Hoffmann (2021)

Jonas Hoffmann (* 30. Juni 1985 in Lörrach) ist ein deutscher Politiker (SPD). Seit 2021 ist er Abgeordneter im Landtag von Baden-Württemberg.

## Leben

### Beruflicher Werdegang
Seine Kindheit und Jugend verbrachte Hoffmann in Maulburg und Lörrach. Er besuchte die Realschule in Lörrach. Im Anschluss begann er mit 17 Jahren eine Lehre als Fachinformatiker und war anschließend als IT-Administrator beschäftigt. Nach seinem Wehrdienst übernahm er die Verantwortung der IT-Abteilung des Unternehmens, in dem er bereits zuvor beschäftigt war. 2011 begann Jonas Hoffmann an der DHBW Lörrach Wirtschaftsinformatik zu studieren, als erster Student in Lörrach ohne Fachhochschulreife oder Abitur über den Weg des beruflich Qualifizierten.
2010 unterstützte er eine Hilfsorganisation in Afghanistan und lebte dort unter einheimischen Familien. Laut eigener Aussage prägte diese Erfahrung seine Sicht auf das Land, die Menschen und den Islam und bestärkte ihn maßgeblich, sich politisch zu engagieren.

### Politik
Jonas Hoffmann trat 2016 der Sozialdemokratischen Partei Deutschlands bei und wurde im Januar 2017 als Direktkandidat der SPD für die Bundestagswahl 2017 im Wahlkreis Lörrach – Müllheim nominiert. Hoffmann erhielt hierbei 21,1 % der Erststimmen, das Mandat gewann Armin Schuster (CDU) mit 39,4 %.
2018 wurde Jonas Hoffmann in den Landesvorstand der SPD-Baden-Württemberg gewählt. Im März 2019 folgte dann die Wahl in den Kreistag des Landkreises Lörrach.
Bei der Landtagswahl in Baden-Württemberg 2021 erzielte er im Wahlkreis Lörrach mit 12,6 % der Stimmen ein Zweitmandat und zog so in den 17. Landtag von Baden-Württemberg ein. Hierbei setzte er im Wahlkampf auf das Motto „Mehr Empathie wagen“, eine direkte Hommage an das Zitat von Willy Brandt „Mehr Demokratie wagen“.
Im Juni 2024 wurde Jonas Hoffmann erneut in den Kreistag des Landkreises Lörrach gewählt.

### Privat
Jonas Hoffmann ist verheiratet und lebt mit seiner Frau und einer Tochter in Lörrach.